# Besleria riparia
Besleria riparia är en tvåhjärtbladig växtart som beskrevs av Conrad Vernon Morton. Besleria riparia ingår i släktet Besleria och familjen Gesneriaceae. Inga underarter finns listade i Catalogue of Life.